# Jennifer Steffens
Jennifer Steffens (* 28. Juni 1972 in Frankfurt am Main) ist eine deutsche Schauspielerin.

## Leben
Steffens wurde in Frankfurt am Main geboren und studierte ab 1995 Schauspiel am Filmhaus Köln. Bekanntheit erlangte sie Anfang bis Mitte der 1990er-Jahre in diversen Nebenrollen deutscher Kinokomödien. Später verschaffte sie sich vor allem durch ihr Engagement im Fernsehen und in Serien wie Adelheid und ihre Mörder oder Nikola Profil, allem voran jedoch eine Hauptrolle in der Serie Hotel Elfie (2000). Von Juli 2007 (Folge 1129) bis Februar 2013 (Folge 1419) verkörperte Steffens in der Lindenstraße die Hauptrolle Sandra Sarikakis, die danach bis 2015 von Julia Beerhold übernommen wurde.
Sie wohnt in Düsseldorf.

## Filmografie
- 1991: Manta – Der Film
- 1991: Der Verführer
- 1992: Der Leihmann
- 1992: Ingolf Lücks Sketchsalat (Fernsehreihe)
- 1994: Einfach nur Liebe
- 1994: Eine Handvoll Schlaf
- 1994: Die Partner
- 1994: Man(n) sucht Frau
- 1994: Julie Lescault
- 1995: Die Wache (Fernsehserie, 1 Folge)
- 1995: Max & Laura
- 1995: Still Movin
- 1995: Aus heiterem Himmel (Fernsehserie, 1 Folge)
- 1995: Jede Menge Leben (Fernsehserie, 2 Folgen)
- 1996: Der Venusmörder
- 1996: Fett weg
- 1997: Mom
- 1998: Der König von St. Pauli (Mehrteiler)
- 1998: Adelheid und ihre Mörder (Fernsehserie, 1 Folge)
- 2000: Hotel Elfie (Miniserie)
- 2001: Schlaf mit meinem Mann
- 2001: Die Liebende
- 2001: Nikola (Fernsehserie, 1 Folge)
- 2001: Alarm für Cobra 11 – Die Autobahnpolizei (Fernsehserie, 1 Folge)
- 2002: Am Ende die Wahrheit
- 2005: Plötzlich berühmt
- 2007–2013: Lindenstraße (Fernsehserie)
- 2010: Chepe Fortuna
- 2011: Sommer spüren (Kurzfilm)